# Тёмные начала (телесериал)
«Тёмные начала» (англ. His Dark Materials) — американо-британский телесериал в жанре фэнтези, экранизация трилогии Филипа Пулмана, объединённой одноимённым общим заголовком.
Сериал является совместным производством компаний BBC Studios, New Line Cinema и Bad Wolf для каналов BBC One и HBO, и HBO также занимается распространением сериала.
Мировая премьера состоялась 3 ноября 2019 года на телеканале BBC One, премьера в США — 4 ноября на телеканале HBO. В сентябре 2018 года, ещё до окончания съёмок первого сезона, сериал был продлён на второй, состоящий из 7 серий. 22 декабря 2020 года сериал был продлён на третий сезон, который стал последним.

## Сюжет
История Лиры начинается в Оксфорде, где она живёт под присмотром своего дяди, лорда Азриэла. Она ведет уединённую жизнь в окружении учителей и студентов. Когда судьба столкнет её с загадочной миссис Колтер, девочка отправится в опасное и полное приключений путешествие в Лондон, а затем — на Северный полюс. На этом пути она встретит союзников и верных помощников — бронированного медведя Йорека Бирнисона, ведьму Серафину Пеккала, цыганский табор под предводительством Джона Фаа, а также техасского аэронавта Ли Скорсби.

## В ролях

### Основной состав
- Дафни Кин — Лира Белаква (также известная как Лира Сирин), девочка, которая выросла в Иордан-колледже.
- Амир Уилсон — Уилл Парри[2], ученик средней школы из Оксфорда, чей отец исчез 13 лет назад.
- Рут Уилсон — Мариса Колтер, исследовательница и влиятельная фигура в Магистериуме, которая является матерью Лиры.
- Энн-Мари Дафф — Мэгги «Ма» Коста, цыганка, которая раньше ухаживала за Лирой. (1 сезон)
- Кларк Питерс — Магистр Иордан-колледжа. (1 сезон)
- Джеймс Космо — Фардер Корам ван Тексель, пожилой цыган и бывший любовник Серафины. (1 сезон)
- Эрион Бакаре — лорд Карло Бореал[3], авторитетная фигура в Магистериуме, который пересекает границу между двумя мирами. В мире Уилла он известен как Чарльз Лэтром. (1-2 сезоны)
- Уилл Кин — отец Хью Макфейл (позже Кардинал), представитель Магистериума.
- Лусиан Мсамати — Джон Фаа, король Западных цыган. (1 сезон)
- Гэри Льюис — Торольд[3], помощник Азриэла. (1-2 сезоны)
- Льюин Ллойд — Роджер Парслоу, поварёнок, который является лучшим другом Лиры. (1 и 3 сезоны; гость — 2 сезон)
- Дэниел Фрогсон — Тони Коста, цыган, чей деймон приобрёл постоянную форму, и старший сын Ма Косты. (1 сезон)
- Лин-Мануэль Миранда — Ли Скорсби, аэронавт, у которого дружеские отношения с Серафиной Пеккалой. (1-2 сезоны; также в главных ролях — 3 сезон)
- Рута Гедминтас — Серафина Пеккала, ведьма, которая является членом шабаша на Озере Энера, и бывшая любовница Корама.
- Нина Сосанья — Элейн Парри[4], больная мать Уилла. (1-2 сезоны; гость — 3 сезон)
- Джейд Анука — Рута Скади[5], латвийская королева ведьм и бывшая любовница лорда Азриэла. (2-3 сезоны)
- Шон Гилдер — отец Грейвз, член Магистериума. (2 сезон)
- Симон Кирби — доктор Мэри Мэлоун, физик из мира Уилла. (2-3 сезоны)
- Эндрю Скотт — полковник Джон Парри[6], морпех и исследователь, который является отцом Уилла. В мире Лиры он известен как Станислаус Грумман. (2 сезон; также в главных ролях — 3 сезон: гость — 1 сезон)[7]
- Адевале Акиннуойе-Агбадже — Огунве, боец сопротивления, нанятый лордом Азриэлем. (3 сезон)
- Джонатан Арис — коммандер Рок, галливспайн ростом в несколько дюймов, работающий шпионом лорда Азриэля. (3 сезон)
- Чипо Чанг — Ксафания, ангел и союзник лорда Азриэля. (3 сезон)
- Кобна Холдбрук-Смит — Бальтамос, ангел, ищущий Уилла, чтобы завербовать его на сторону лорда Азриэля. (3 сезон)
- Джэми Уорд — отец Гомес, член Магистериума. (3 сезон)
- Джеймс Макэвой — лорд Азриэл Белаква[8], учёный и исследователь, который является отцом Лиры. (1 сезон; также в главных ролях — 3 сезон; гость — 2 сезон)
- Шан Клиффорд — агент Салмакия, галливспайнский шпион. (3 сезон)
- Алекс Хэсселл — Метатрон, Регент Царства Небесного. (3 сезон)

#### Также в главных ролях
Эти актёры указаны в начальных титрах, но появляются максимум в двух эпизодах.
- Джорджина Кэмпбелл — Адель Старминстер, репортёр. (1 сезон)
- Лиа Уильямс — доктор Купер, учёная из Магистериума, которая работает в Больвангаре[4]. (1 и 3 сезоны)
- Теренс Стэмп — Джакомо Парадизи (2 сезон).
- Саймон Харрисон — Барух, компаньон Бальтамоса. (3 сезон)
- Эмбер Фицджералд-Вулф — Ама, глухая девушка, которая приносит припасы миссис Колтер, пока та скрывается (3 сезон)

### Озвучивание
- Хелен Маккрори (1-2 сезоны) и Виктория Хэмилтон (3 сезон) — Стелмария, деймон Азриэла[9]
- Кит Коннор — Пантелеймон, деймон Лиры[10].
- Элоиз Литтл — Сальсилия, деймон Роджера[3]. (1 сезон)
- Фиби Скофилд — Алисия, деймон Магистра Иордан-колледжа[3]. (1 сезон)
- Либби Родлифф — Люба, деймон Тони Косты[3]. (1 сезон)
- Кристела Алонсо — Эстер, деймон Ли Скорсби[10][11]. (1-2 сезоны)
- Дэвид Суше — Кайса, деймон Серафины Пеккалы[10][11].
- Джо Тандберг — Йорек Бирнисон (голос и захват движения), бронированный медведь[10][11].
- Питер Серафинович (голос) и Джой Йоханссон (захват движения) — Йофур Ракнисон. (1 сезон)
- Шопе Дирису — Сержи, деймон Руты Скади. (2-3 сезоны)
- Софи Оконедо — Ксафания, ангел. (2 сезон)
- Линдси Дункан — Октавия, деймон отца Макфейла. (2-3 сезоны)
- Фиби Уоллер-Бридж — Саян Кётёр, деймон Джона Парри. (2 сезон)
- Кейт Эшфилд — Атал, Мулефа. (3 сезон)
- Эмма Тейт — гарпии, сторожащие Мир мёртвых. (3 сезон)
- Патриша Эллисон — Кирджава, деймон Уилла. (3 сезон)
- Таппенс Мидлтон — деймон отца Гомеса. (3 сезон)

Также, Брайан Фишер (отсутствует в титрах) озвучивает золотистого львиного тамарина — деймона миссис Колтер.

### Второстепенный состав
- Саймон Маньонда — Бенджамин Де Рёйтер. (1 сезон)
- Джефф Белл — Джек Верховен. (1 сезон)
- Тайлер Хоуитт — Билли Коста, цыганёнок, схваченный Жрецами, и младший сын Ма Косты. (1 сезон)
- Мэт Фрейзер — Рэймонд Ван Герритт. (1 сезон)
- Иэн Пек — кардинал Старрок, глава Магистериума. (1 сезон)
- Дэвид Лэнгэм — отец Гаррет[3]
- Роберт Эммс — Томас[12], агент, работающий на Бореала, который шпионит за семьёй Уилла. (1 сезон)
- Морвед Кларк — сестра Клара[4][13]. (1 сезон)
- Фрэнк Борк — Фра Павел Расек, представитель и алетиометрист Консисторский Дисциплинарного Суда[14].
- Джейми Уилкс — инспектор Уолтерс, «бледнолицый человек» и сообщник Бореала и Томаса. (1-2 сезоны)
- Рэй Фирон — мистер Ханвей[3][4], тренер Уилла по боксу. (1 сезон; гость — 2 сезон)
- Ремми Милнер — Лена Фелдт, ведьма, помогающая Серафине в поисках Лиры. (2 сезон)
- Белла Рамзи — Анжелика, девочка, живущая в Читтагацце. (2 сезон)
- Элла Шрей-Йейтс — Паола, девочка, живущая в Читтагацце, сестра Анджелики. Женская версия Паоло из книги. (2 сезон)[15]
- Саша Фрост — Рейна Мити, ведьма, помогающая Серафине в поисках Лиры. (2 сезон)[16]
- Льюис Макдугалл — Туллио, мальчик живущий в Читтагацце и укравший Чудесный Нож, брат Анжелики и Паолы. (2 сезон)[15]
- Лорен Грэйс — Джозеф, молодая женщина в армии Огунве, который остается в своем мире и встречается с Мэри. (3 сезон)[15]
- Сорча Граундселл — Мэдди, сестра Джозеф, которая остаётся с ней в мире Огунве. (3 сезон)
- Вэйд Бриггс — Аларбус, архангел захваченный Азриэлем. (3 сезон)
- Питер Уайт — лодочник, который отвёз Лиру и Уилла в Мир мёртвых. (3 сезон)

## Сезоны
| Сезон | Сезон | Эпизоды | Оригинальная дата показа | Оригинальная дата показа |
| Сезон | Сезон | Эпизоды | Премьера сезона          | Финал сезона             |
| ----- | ----- | ------- | ------------------------ | ------------------------ |
|       | 1     | 8       | 3 ноября 2019            | 22 декабря 2019          |
|       | 2     | 7       | 8 ноября 2020            | 20 декабря 2020          |
|       | 3     | 8       | 5 декабря 2022           | 26 декабря 2022          |

## Список серий

### Сезон 1 (2019)
| № общий | № в сезоне | Название                                | Режиссёр      | Автор сценария | Дата премьеры                              | Зрители (млн)         |
| --- | ---------- | --------------------------------------- | ------------- | -------------- | ------------------------------------------ | --------------------- |
| 1 | 1          | «Иорданский колледж» «Lyra's Jordan»    | Том Хупер     | Джек Торн      | 3 ноября 2019 (UK) 4 ноября 2019 (США)     | 9,72 (UK) 0,424 (США) |
| Лира Белаква воспитывается и обучается в Иордан-колледже в Оксфорде. Физическим проявлением её души является деймон Пантелеймон, а самым близким другом — мальчик-слуга Роджер Парслоу, работающий на кухне. Лира восхищается своим дядей, лордом Азриэлем, полярным исследователем, занимающимся изучением природы Пыли и параллельных миров, что Магистериум считает ересью. Лира видит, что Магистр Иордан-колледжа собирается отравить Азриэла, подсыпав ему яд в токайское вино, и спасает дядю от верной гибели. После того, как Азриэл отправляется в очередную полярную экспедицию, Магистр знакомит Лиру с Марисой Колтер, которая предлагает девочке стать её ассистенткой и отправиться в Лондон. Перед отъездом Магистр даёт Лире алетиометр, который показывает правду, и просит не рассказывать о нём миссис Колтер. Таинственные «Жрецы» похищают Роджера и цыганского мальчика по имени Билли Коста. Лира на дирижабле летит вместе с Марисой в Лондон в надежде отыскать Роджера. Цыганский табор также покидает Оксфорд и на лодках направляется в Лондон в поисках Жрецов. |            |                                         |               |                |                                            |                       |
| 2 | 2          | «Мысль о Севере» «The Idea of North»    | Том Хупер     | Джек Торн      | 10 ноября 2019 (UK) 11 ноября 2019 (США)   | 7,71 (UK) 0,369 (США) |
| Лира поселяется в роскошной лондонской квартире миссис Колтер, которая заверяет девочку, что ведёт поиски Роджера. Цыгане безуспешно пытаются выследить Жрецов, в плену у которых находятся дети, но заложников постоянно перевозят из одного укрытия в другое. В Оксфорде магистр Иорданского колледжа не пускает лорда Бореала для осмотра головы погибшего исследователя Станислауса Груммана. Бореал через портал отправляется в альтернативный Оксфорд, где поручает наёмнику выследить Груммана. Лира и Пантелеймон начинают остерегаться миссис Колтер из-за её тесных связей с Магистериумом. После того, как Лира подслушивает разговор с отцом Макфейлом, Колтер приказывает своему деймону, Золотой обезьяне, напасть на Пана. Колтер также сообщает Лире, что лорд Азриэл является её отцом. Колтер навещает Роджера и других детей, сообщая, что они отправляются в путешествие на Север. Пока Колтер отсутствует, Лира тайком проникает в её кабинет и узнает о Жертвенном Рекрутационном Центре, который строит загадочную станцию на Севере. На вечеринке журналистка Адель Старминстер рассказывает Лире о том, за Жертвенным центром стоят Жрецы. Лира и Пан сбегают с алетиометром, но попадают в плен к незнакомцу в маске. |            |                                         |               |                |                                            |                       |
| 3 | 3          | «Шпионы» «The Spies»                    | Дон Шэдфорт   | Джек Торн      | 17 ноября 2019 (UK) 18 ноября 2019 (США)   | 7,22 (UK) 0,348 (США) |
| Тони и Бенджамин спасают Лиру и Пана из плена Жрецов и приводят её в плавучий лагерь цыган. Ма Коста даёт Лире приют, и девочка соглашается остаться с цыганами, чтобы быть в безопасности и найти Роджера и других пропавших детей. Миссис Колтер прибывает в Иорданский колледж в поисках Лиры и узнает от Магистра, что у Лиры есть алетиометр; позже она отправляет двух механических мух-шпионов, чтобы выследить её. Бореал перемещается в альтернативный мир и встречается со своим осведомителем Томасом, который сообщает, что настоящее имя Груммана — Джон Парри, и он родом из этого мира. Бореал считает, что это невозможно, поскольку у Парри есть деймон. Томас добавляет, что у Парри есть жена и ребенок в этом мире, поэтому Бореал нанимает ещё одного шпиона, чтобы найти их. Магистериум устраивает обыск всех цыганских лодок, и Лира едва успевает спрятаться. Ма Коста сообщает Лире, что миссис Колтер является её матерью, и что Лира родилась в результате романа между Колтер и Азриэлом, который затем убил мужа миссис Колтер и спрятал Лиру в Иорданском колледже. Лира помогает Джону Фаа убедить цыган дать отпор Жрецам и отправиться на Север, чтобы найти похищенных детей. Тони и Бенджамин проникают в квартиру миссис Колтер в поисках информации о её планах, но Бенджамин погибает, а Тони спасается бегством. Лира догадывается, как читать алетиометр, и понимает, что Бенджамин мертв. На палубе на неё и Пана нападают мухи-шпионы. Фардеру Кораму удается поймать одну из них, но другая улетает и возвращается к миссис Колтер с информацией о местонахождении Лиры.                                                              |            |                                         |               |                |                                            |                       |
| 4 | 4          | «Броня» «Armour»                        | Отто Батхёрст | Джек Торн      | 24 ноября 2019 (UK) 25 ноября 2019 (США)   | 6,88 (UK) 0,396 (США) |
| Техасский аэронавт Ли Скорсби и его деймон Хестер отправляются в Троллезунд на Севере в поисках опозоренного бронированного медведя Йорека Бирнисона. Три года назад Магистериум обманом заполучил в своё распоряжение его броню из небесного железа, и теперь медведь вынужден работать в мастерской. Лира, Пантелеймон и цыгане также прибывают в Троллезунд в поисках похищенных детей. Фардер Корам оставляет сообщение для своей бывшей возлюбленной, ведьмы по имени Серафина Пеккала. К Фардеру прилетает Кайса, деймон Серафины, который раскрывает местонахождение центра Жрецов и обещает, что Серафина поможет цыганам в их войне. Хотя Джон Фаа считает, что Йорек не заслуживает доверия, Лира и Пантелеймон обращаются к Скорсби и Эстер, чтобы уговорить Йорека помочь им в поисках похищенных детей. С помощью Лиры Йорек узнает, что его броня спрятана в подвале часовни и забирает её себе, после чего вступает в схватку с полицейскими. Лира убеждает Йорека не убивать шефа полиции Сиссельмана. Йорек, Скорсби и Хестер присоединяются к Лире, Пану и цыганам, продолжающим путешествие на Север. Тем временем кардинал Магистериума сообщает миссис Колтер, что передает руководство Жертвенным центром отцу Макфейлу. Намереваясь сохранить за собой пост главы Жрецов, миссис Колтер в ответ объявляет, что у неё в плену находится лорд Азриэл, которого удерживает Йофур Ракнисон, король бронированных медведей. Она предлагает выдать Азриэла Магистериуму в обмен на разрешение довести проект Жрецов до завершения. Миссис Колтер отправляется на Север, встречается с Йофуром и предлагает ему принятие в Магистериум в обмен на сотрудничество. |            |                                         |               |                |                                            |                       |
| 5 | 5          | «Потерянный мальчик» «The Lost Boy»     | Отто Батхёрст | Джек Торн      | 1 декабря 2019 (UK) 2 декабря 2019 (США)   | 6,69 (UK) 0,467 (США) |
| Лира и цыгане едут дальше на Север вместе со Скорсби и Йореком, разыскивая детей, похищенных Жрецами. Лира получает предупреждение от алетиометра, в котором говорится, что она должна идти в соседнюю рыбацкую деревню. Цыгане не хотят отпускать её, но Йорек соглашается отвезти её туда. На альтернативной Земле Уилл Парри присматривает за своей больной матерью, посещая среднюю школу. Их преследуют Томас и отец Бореал, которые ищут информацию об отце Уилла, Джоне Парри. Элейн даёт Уиллу пачку писем от отца, объясняющих его исчезновение. Бореал каким-то образом выясняет, что Джон путешествовал по Мультивселенной с момента его исчезновения с альтернативной Земли тринадцатью годами ранее. Томас предполагает, что доказательства того, как он это сделал, можно было спрятать в доме Парри. Фардер Корам встречается с Серафиной Пеккалой, чтобы обсудить Мультивселенную и грядущую войну. Тем временем на Севере Лира с Йореком прибывает в рыбацкую деревню и находит Билли Косту, у которого Жрецы забрали деймона. Лира и Йорек возвращают Билли в его семью, но вскоре он умирает и вся община оплакивает его. Ночью на лагерь нападает отряд охотников-самоедов, которые похищают Лиру и Пана и доставляют их в Больвангар на базу Жрецов. |            |                                         |               |                |                                            |                       |
| 6 | 6          | «Клетки с деймонами» «The Daemon-Cages» | Эйрос Лин     | Джек Торн      | 8 декабря 2019 (UK) 9 декабря 2019 (США)   | 6,36 (UK) 0,393 (США) |
| Попав в Больвангар, Лира и Пан пытаются смешаться среди остальных детей. Лира скрывает свою личность, назвавшись именем Лиззи. Воссоединившись с Роджером, девочка узнаёт, что Жрецы экспериментируют над детьми, используя процесс «разделения», в ходе которого разрывается связь между ребёнком и его деймоном. Лира убеждает Роджера и ещё одну девочку помочь ей с ее планом побега, уверяя, что скоро Цыгане придут на выручку. Вскоре в Больвангар прибывает миссис Колтер, но Лире удаётся скрыться от неё. В конце концов, Лиру вызывают в операционную, где ей предстоит разделение с Паном, но эксперимент прекращается её матерью, услышавшей отчаянные крики девочки. Миссис Колтер пытается убедить Лиру присоединиться к ней, утверждая, что Пыль является источником греха и что все взрослые «заражены» им; она объясняет, что разделение устранит проблему, делая невозможным «заражение» пылью в период полового созревания. Лира обманом сбегает от миссис Колтер и уничтожает главный генератор базы. В это же время на базу нападают Цыгане вместе с Йореком, Скорбси и ведьмой Серафиной. Дети оказывается спасены, а учёные, ответственные за эксперименты, погибают, однако миссис Колтер удаётся укрыться от нападавших. После недолгого прощания Лира, Роджер и Йорек отправляются на воздушном шаре Скорбси на поиски Азриэла, находящегося в заточении в Свальбарде. Ночью отдыхающие герои подвергаются нападению летающих монстров. В суматохе дверца воздушного шара открывается и Лира срывается вниз. Тем временем Уилл Парри читает письма своего отца; Томас и наёмник продолжают слежку за их домом.                                         |            |                                         |               |                |                                            |                       |
| 7 | 7          | «Смертный бой» «The Fight to the Death» | Джейми Чайлдс | Джек Торн      | 15 декабря 2019 (UK) 16 декабря 2019 (США) | 6,08 (UK) 0,485 (США) |
| Лира пережила падение, но она попадает в плен к бронированному медведю и её отводят во дворец Йофура Ракнисона в Свальбарде. Она убеждает Йофура, что она является искусственным деймоном Йорека, которую создали учёные в Больвангаре. Лира обманом убеждает Йофура сразиться с Йореком в поединке, чтобы она стала принадлежать ему. Йорек побеждает, хотя он и тяжело ранен. Он становится королём и воссоединяет Лиру с Роджером. Они отправляются в лабораторию Азриэла. Между тем, миссис Колтер, отец Макфейл и солдаты Магистериума отправляются в Свальбард, чтобы найти и убить Азриэла. Где-то в другом месте, Скорсби и Хестер совершили аварийную посадку. К ним приходит Серафина и говорит, что остальные в безопасности, но Лире нужна помощь. Лира, Роджер и Йорек поднимаются в горы Свальбарда и добираются до лаборатории Азриэла. Лира и лорд Азриэл воссоединяются, хотя её прибытие поначалу огорчает Азриэла. Тем временем, Бореал возвращается в альтернативный мир и навещает Элейн Парри, которая отказывается делиться информацией о своём муже. После того, как наёмник Бореала проникает в дом Парри, Уилл забирает письма своего отца. Когда Томас и его сообщник возвращаются, Уилл убивает Томаса в целях самозащиты, а затем убегает. |            |                                         |               |                |                                            |                       |
| 8 | 8          | «Предательство» «Betrayal»              | Джейми Чайлдс | Джек Торн      | 22 декабря 2019 (UK) 23 декабря 2019 (США) | 5,87 (UK) 0,502 (США) |
| В Свальбарде лорд Азриэл сообщает Лире о своих исследованиях Пыли и Мультивселенной; объясняя, что Магистериум пугают его исследования, так как они считают Пыль источником человеческого греха. Позже Азриэл берёт Роджера к месту рядом с северным сиянием, намереваясь отделить его от своего деймона, чтобы создать мост в Мультивселенную. Лира и Пан узнают, что Роджер в опасности, и бегут за ним вместе с королём Йореком и бронированными медведями. Миссис Колтер и военные Магистериума догоняют их на своём флоте воздушных кораблей, что приводит к битве с медведями Йорека. Прежде чем Лира успевает добраться до вершины холма, лорд Азриэл отделяет Роджера от своего деймона, убивая его, но при этом вызывая взрыв, который создаёт мост в Мультивселенную. Лорд Азриэл вновь встречается с миссис Колтер, но ему не удаётся убедить её сопровождать его и бросить вызов Власти. Проведя время с покойным Роджером, Лира проходит через мост в Мультивселенную. Между тем, беглец Уилл обнаруживает вход в Мультивселенную. |            |                                         |               |                |                                            |                       |

### Сезон 2 (2020)
| № общий | № в сезоне | Название                              | Режиссёр      | Автор сценария                 | Дата премьеры                              | Зрители (млн)          |
| --- | ---------- | ------------------------------------- | ------------- | ------------------------------ | ------------------------------------------ | ---------------------- |
| 9 | 1          | «Город сорок» «The City of Magpies»   | Джейми Чайлдс | Джек Торн                      | 8 ноября 2020 (UK) 16 ноября 2020 (США)    | 5,660 (UK) 0,227 (США) |
| Пройдя сквозь портал в другой мир, Лира и Пантелеймон оказываются в Читтагацце, «городе в небе», видимый в полярном сиянии. Они сталкиваются с Уиллом Парри, который был в городе несколько дней. Уилл, никогда ранее не видевший деймонов, поражён говорящим Паном. Он и Лира узнают, что в обоих их мирах есть Оксфорды. Они натыкаются на детей, которые говорят, что в городе нет взрослых. Призраки (призрачные ночные фигуры) крадут души людей после того, как они достигают половой зрелости. В то же время Ли Скорсби встречается с ведьмами, которые готовятся к войне. Они поручают ему найти Станислауса Груммана, исследователя, который, как сообщалось, умер на Севере. На борту подводной лодки, миссис Колтер допрашивает и пытает Катю Сиркку, захваченную в плен ведьму, которая частично рассказывает о пророчестве, связанном с ребёнком. Другая ведьма, Рута Скади, прибывает и убивает Катю, большую часть команды подводной лодки, а также ранит кардинала Старрока, прежде чем сбежать. Позже Уиллу приходит видение ножа, и он отправляется к Башне ангелов в центре города. Позади него появляется призрак.                                                    |            |                                       |               |                                |                                            |                        |
| 10 | 2          | «Пещера» «The Cave»                   | Джейми Чайлдс | Джек Торн и Франческа Гардинер | 15 ноября 2020 (UK) 23 ноября 2020 (США)   | 5,027 (UK) 0,229 (США) |
| Уилл навещает свою мать, а Лира направляется в Оксфорд, где встречает Чарльза Латрома (лорда Бореала). Алетиометр приводит Лиру к Мэри Мэлоун, физику, изучающему тёмную материю (пыль). Лира показывает Мэри алетиометр, а та в свою очередь демонстрирует девочке изобретение, которое позволяет осуществлять связь с пылью через компьютер. Кардинал Старрок умирает, оставляя отца Макфейла возможным преемником. Доктор Ланселиус, посланник ведьм, заявляет, что нападение Руты Скати было единичным актом. После чего Магистериум ложно обвиняет его в шпионаже, ереси и измене. Уилл встречается со своими бабушкой и дедушкой по отцу, которым нужны письма его папы. Мальчик сбегает, когда они решают сообщить о нём в полицию. Мэри наблюдает за тем, как Лира интерпретирует изображения с экрана компьютера. Девочка возвращается к Уиллу и говорит, что алетиометр сказал ей помочь ему. Магистериум уничтожает леса ведьм. Торольд, помощник Азриэла, заключенный в тюрьму, сообщает миссис Колтер, что его хозяин собирался принести в жертву Лиру, чтобы открыть портал в другой мир. Макфейла избирают кардиналом, а миссис Колтер отправляется на поиски своей дочки. |            |                                       |               |                                |                                            |                        |
| 11 | 3          | «Кража» «Theft»                       | Лиэнн Уэлэм   | Джек Торн и Сара Квинтрелл     | 22 ноября 2020 (UK) 30 ноября 2020 (США)   | 4,721 (UK) 0,234 (США) |
| Ведьмы клянутся отомстить за свои земли. Ли Скорсби посещает видение и просит его «вернуться». Посланник Бореала нападает на Лиру в офисе Мэри Мэлоун, но девочка сбегает. На улице лорд Бореал, которого она не узнаёт, предлагает Лире подвезти её. Выйдя из его машины, она обнаруживает пропажу алетиометра. Скорсби на воздушном шаре добирается до Енисея. Доктор Хейли, ученый-астроном, заявляет, что Станислаус Грумман жив, и объявляет его еретиком, а после пытается застрелить Скорсби, но сам погибает. Ли арестовывают за убийство Хейли. В Читтагацце Уилл замечает кого-то в башне. Миссис Колтер приезжает на Енисей и обнаруживает, что Ли Скорсби заключён в тюрьму. Он скрывает местонахождение Лиры, позже Мариса освобождает его, зная, что он сумеет позаботиться о безопасности её дочки. Мэри пытается общаться с пылью. Деймон Серафины Пеккалы, Кайса и Йорек Бирнисон обсуждают пророчество связанное с Лирой. Лорд Бореал заявляет, что вернет алетиометр, если Уилл и Лира принесут ему нож, спрятанный в Башне Ангелов в Читтагацце. |            |                                       |               |                                |                                            |                        |
| 12 | 4          | «Башня ангелов» «Tower of the Angels» | Лиэнн Уэлэм   | Джек Торн и Намси Хан          | 29 ноября 2020 (UK) 7 декабря 2020 (США)   | 4,757 (UK) 0,264 (США) |
| Рассказывается о происхождении Чудесного ножа и о том, откуда появились призраки. Ли Скорсби находит Джона Парри, шамана, который утверждает, что он и есть Грумман. Он говорит, что «вызвал» Скорсби и нуждается в его помощи. Вместе они должны найти Чудесный Нож, названный «Эзахеттр», и принести его Азриэлу. Мэри отклоняет предложение о финансировании её исследования от лорда Бореала. Лира и Уилл возвращаются на Башню Ангелов в Читтагацце и сталкиваются с Джакомо Парадизи, пожилым носителем Ножа. Юноша по имени Туллио только что напал на него и украл Нож. Уилл возвращает потерю, но лишается мизинца и безымянного пальца правой руки во время борьбы; Парадизи объявляет, что Уилл теперь — носитель Чудесного Ножа, и показывает, как с его помощью прорезать порталы между мирами. Душу Туллио съедают призраки. Ли Скорсби соглашается помочь Джону Парри, если Лира окажется под защитой Чудесного Ножа. Мэри общается с пылью. Лорд Бореал ведёт миссис Колтер через Читтагацц в альтернативный Оксфорд, чтобы найти Лиру. Серафина Пеккала и Рута Скади атакуют дирижабли Магистериума, охраняющие портал, а затем проходят через него, чтобы найти Лиру.   |            |                                       |               |                                |                                            |                        |
| 13 | 5          | «Учёный» «The Scholar»                | Лиэнн Уэлэм   | Франческа Гардинер             | 6 декабря 2020 (UK) 14 декабря 2020 (США)  | 4,817 (UK) 0,216 (США) |
| Кардинал Макфейл утверждает, что атака ведьм на дирижабли Магистериума является божественной карой за недостаток веры. Затем Макфейл ложно обвиняет отца Грейвса, своего бывшего соперника, в потере веры и арестовывает его. Он поручает фра Павлу, человеку читающему алетиометр, узнать местонахождение миссис Колтер и что она ищет. Миссис Колтер и Бореал прибывают в дом Бореала в альтернативном Оксфорде, чтобы дождаться прибытия Лиры и Уилла. Миссис Колтер посещает Мэри Мэлоун, представляясь матерью Лиры. Позже Пыль разговаривает с Мэри и поручает ей отправиться в другой мир и спасти девочку и мальчика. Лира возвращается к лорду Бореалу и отвлекает его, в то время как Уилл пытается забрать алетиометр. Лира сталкивается с миссис Колтер; их деймоны вступают в схватку. Уилл, борясь с Бореалом, хватает алетиометр и прорезает окно в Читтагацце, дети убегают. Бореал предупреждает миссис Колтер о призраках, когда та хочет последовать за Лирой. Мэри уходит в Читтагацц через портал. |            |                                       |               |                                |                                            |                        |
| 14 | 6          | «Злой умысел» «Malice»                | Джейми Чайлдс | Джек Торн и Лидия Адетунджи    | 13 декабря 2020 (UK) 21 декабря 2020 (США) | 4,782 (UK) 0,202 (США) |
| Ведьмы замечают ангелов в небе. Рута Скади считает, что они собираются присоединиться к лорду Азриэлу в грядущей войне. Она отправляется на поиски Азриэла, чтобы помочь ему уничтожить Магистериум. Брат Павел сообщает кардиналу Макфейлу, что алетиометр показывает, где миссис Колтер ищет Лиру, которая фигурирует в пророчестве. Дети в Читтагацце нападают на Уилла и Лиру. Их спасает Серафина Пеккала. Ведьмы накладывают исцеляющее заклинание на раненую руку Уилла, но им нужны более мощные лекарственные травы, растущие на их землях. Призраки нападают на ведьм, но Уилл отпугивает их Чудесным ножом. Мэри прибывает в Читтагацц. Она встречает местных детей и обещает помочь им найти их взрослых. Лорд Бореал и миссис Колтер также попадают в Читтагацц в поисках Лиры, Уилла и Чудесного ножа. Они сталкиваются с призраками, которыми миссис Колтер может управлять, подавляя свою человечность. Она убивает Бореала. Ли и Парри преследует Магистериум. Парри использует свои шаманские способности, чтобы вызвать шторм. Один из дирижаблей Магистериума попадает снарядом в воздушный шар Ли.                                                                   |            |                                       |               |                                |                                            |                        |
| 15 | 7          | «Эзахеттр» «Æsahættr»                 | Джейми Чайлдс | Джек Торн                      | 20 декабря 2020 (UK) 28 декабря 2020 (США) | 4,696 (UK) 0,347 (США) |
| Лира, Уилл и ведьмы продолжают путешествие, Серафина посылает вперед двух ведьм-разведчиц. В это же время Рута Скади подслушивает, как некие существа, живущие в скалах, обсуждают грядущую войну, в которой Азриэл не сможет победить без Эзахеттра. В Читтагацце миссис Колтер берёт в плен и истязает ведьму-разведчицу, чтобы раскрыть местонахождение Лиры и услышать пророчество, в котором говорится, что Лира станет второй Евой. Мэри приводит детей Читтагацца в лагерь их родителей, и отправляется дальше на поиски. Ли убеждает Парри бежать, обещая задержать солдат Магистериума. Ли смертельно ранят и он призывает Серафину Пеккала, но умирает, не дожидаясь её. Парри вызывает своего сына, Уилла, через видение. Отец убеждает сына исполнить его предназначение, как обладателя Чудесного ножа. Парри смертельно ранен, перед смертью он говорит Уиллу, что ангелы отведут его к Азриэлу. В пустынном мире ангелы и Лорд Азриэл приносят клятву о союзе в грядущей войне. Уилл обнаруживает, что Лира пропала, оказывается её похитила миссис Колтер. На своём корабле Колтер клянётся защищать Лиру, которую усыпила и заперла в сундуке.                           |            |                                       |               |                                |                                            |                        |

### Сезон 3 (2022)
| № общий | № в сезоне | Название                                   | Режиссёр           | Автор сценария             | Дата премьеры                             | Зрители (млн)          |
| --- | ---------- | ------------------------------------------ | ------------------ | -------------------------- | ----------------------------------------- | ---------------------- |
| 16 | 1          | «Зачарованный сон» «The Enchanted Sleeper» | Амит Гупта         | Джек Торн и Амелия Спенсер | 5 декабря 2022 (США) 18 декабря 2022 (UK) | 0,154 (США) 4.599 (UK) |
| Миссис Колтер показывает Аме спящую Лиру, солгав, что ту заколдовал какой-то волшебник, и просит девочку помочь не подпускать к Лире любопытных. Азриэл освобождает командера Рока, предлагая ему присоединиться к войне с Властителем. Уилл ищет Лиру. Он встречает ангелов, которые хотят, чтобы тот присоединился к армии Азриэла. Он обещает сделать это, но взамен ангелы должны помочь найти Лиру. Лиру мучают кошмары, связанные с Роджером. Пан будит ее, и вместе они пытаются бежать, но миссис Колтер ловит их и вновь усыпляет Лиру. Это видит Ама. Огунве показывает Азриэлу свою больную дочь, тот объясняет, что у его дочери забрали деймона. Огунве не верит ни в деймонов, ни в другие миры и отказывается принимать участие в войне. Чтобы переубедить его, Азриэл открывает портал в другой мир. Ангелы находят Лиру с помощью алетиометра, один из них сопровождает Уилла до гавани, где они встречают Йорека Бирнисона. С помощью брата Гомеса Макфейл узнает о местонахождении Лиры. |            |                                            |                    |                            |                                           |                        |
| 17 | 2          | «Перелом» «The Break»                      | Амит Гупта         | Джек Торн и Амелия Спенсер | 5 декабря 2022 (США) 24 декабря 2022 (UK) | 0,154 (США) (UK)       |
| Лира видит во сне Роджера, которого удерживают в Мире Мёртвых. Отец Гомес с помощью жука-шпиона находит точное место Миссис Колтер и Лиры. Ангел Барух рассказывает Азриэлу про Уилла и нож, которым можно убить Властителя. Азриэл узнаёт о Метатроне и его планах по созданию Инквизиции в каждом мире. Кардинал Макфейл отправляет спецотряд, чтобы захватить или убить Миссис Колтер и Лиру. Уилл и Бальтамос находят Лиру и видят, как прилетают солдаты Магистериума. Уилл пытается спасти Лиру и ломает нож. Они сбегают через незакрытое окно. Лорд Азриэл прилетает на остров и забирает Мариссу. |            |                                            |                    |                            |                                           |                        |
| 18 | 3          | «Мыслелёт» «The Intention Craft»           | Чарльз Мартин      | Джек Торн                  | 12 декабря 2022 (США) 1 января 2023 (UK)  | 0,132 (США) (UK)       |
| Азриэл рассказывает Миссис Колтер, что Лира выжила. Уилл отдает Лире алетиометр и рассказывает о смерти своего отца. Профессор Мэлоун переходит из мира в мир и продолжает поиски Лиры. Уилл и Лира спорят, куда идти дальше в Мир Мёртвых или к лорду Азриэлу. Салмакия узнает, что нож сломан и возвращается в лагерь. Совет лорда Азриэла судит Миссис Колтер и разрешает ей остаться в лагере. Уилл и Лира возвращаются в мир Лиры и находят Йорика, чтобы починить нож. Кардинал Макфейл хочет использовать энергию разделения детей и деймонов как новое оружие. Азриэл отводит Мариссу к плененному архангелу, чтобы доказать правоту своих взглядов, и убивает его. Миссис Колтер улетает на мыслелёте. Уилл и Лира уходят в Мир Мёртвых. |            |                                            |                    |                            |                                           |                        |
| 19 | 4          | «Лира и её смерть» «Lyra and Her Death»    | Чарльз Мартин      | Джек Торн                  | 12 декабря 2022 (США) 8 января 2023 (UK)  | 0,132 (США) (UK)       |
| 20 | 5          | «Выхода нет» «No Way Out»                  | Вероника Тофильска | Амелия Спенсер             | 19 декабря 2022 (США) 15 января 2023 (UK) | 0,162 (США) (UK)       |
| 21 | 6          | «Бездна» «The Abyss»                       | Амит Гупта         | Франческа Гардинер         | 19 декабря 2022 (США) 22 января 2023 (UK) | 0,162 (США) (UK)       |
| 22 | 7          | «Облачная гора» «The Clouded Mountain»     | Амит Гупта         | Франческа Гардинер         | 26 декабря 2022 (США) 29 января 2023 (UK) | (США) (UK)             |
| 23 | 8          | «Ботанический сад» «The Botanic Garden»    | Гарри Вутлифф      | Франческа Гардинер         | 26 декабря 2022 (США) 5 февраля 2023 (UK) | (США) (UK)             |

## Производство

### Разработка
В ноябре 2015 года телеканал BBC One объявил, что компаниям Bad Wolf и New Line Cinema заказана телевизионная экранизация «Тёмных начал». Премьера восьмисерийного сериала должна была состояться в 2017 году, однако в апреле 2017 года Джек Торн рассказал в интервью, что сериал всё ещё в стадии производства.
Съемки начались в июле 2018 года в Кардиффе. В сентябре 2018 года генеральный директор ВВС Том Холл подтвердил, что экранизация «Северного сияния» — это только начало, и будет снят как минимум ещё один сезон. Съёмки завершились 14 декабря 2018 года.

### Кастинг
В марте 2018 года было объявлено, что главную роль Лиры исполнит звезда фильма «Логан» Дафни Кин. В это же время к проекту присоединились режиссёр Том Хупер и Лин-Мануэль Миранда, заявленный на роль Ли Скорсби. Информация об участии в проекте Джеймса МакЭвоя, Рут Уилсон и Кларка Питерса появилась в июне 2018 года. 27 июля был объявлен полный состав.
24 февраля 2019 года BBC опубликовала первый тизер-трейлер к первому сезону. В мае 2019 года появился полноценный трейлер, а телеканал HBO объявил, что премьера телесериала в США состоится в конце 2019 года. 18 июля исполнители главных ролей (Кин, Макэвой, Миранда, Уилсон) и сценарист Джек Торн представили проект на комик-коне в Сан Диего, где был показан новый трейлер телеканала HBO, где было указано, что сериал появится на экранах осенью 2019 года. Также приуроченный к выходу трейлера, был раскрыт первый голос озвучания персонажа-деймона. Снежному барсу Стелмарии — деймону лорда Азриэла подарила свой голос Хелен Маккрори.
В июне 2019 года через официальный Twitter-аккаунт телесериала было объявлено, что в роли полковника Джона Парри появится Эндрю Скотт.

## Реакция
Как и любая адаптация, «Темные начала» вызвали неоднозначную реакцию: с одной стороны, критики ругают экранизацию за затянутость первых эпизодов, с другой стороны — за чересчур быстрое раскрытие основных сюжетных интриг. Сериал сравнивают и с «Игрой престолов», и с фильмами о Гарри Поттере. А The Guardian экранизацию хвалит, называя «престижной телевизионной драмой», как и обычный зритель — рейтинг фильма на портале IMDB — 8 из 10.